# Guardia Nacional de Chipre
La Guardia Nacional de Chipre (en griego: Εθνική Φρουρά, Ethnikí Frourá), también conocida como Guardia Nacional Grecochipriota, es la fuerza militar combinada de la República de Chipre. Esta fuerza consiste en elementos de aire, tierra, marina y fuerzas especiales, y está altamente integrada con la primera y segunda línea de reserva, así como con las agencias civiles de soporte y fuerzas paramilitares.
Grecia en la actualidad mantienen una guarnición en la República de Chipre bajo la designación ELDYK o Fuerzas Helénicas en Chipre (en griego: Ελληνικές Δυνάμεις Κύπρου o ΕΛΔΥΚ), pero estas no son parte oficial de las fuerzas militares de Chipre y principalmente sirven como un regimiento de la OTAN para entrenamiento y apoyo a la Guardia Nacional.

## Historia
El Parlamento Chipriota aprobó el 1 de junio de 1964 una ley que establezca la conscripción obligatoria para las personas entre las edades de 18 a 50. La ley autorizaba al Consejo de Ministros para establecer una fuerza llamada Guardia Nacional cuando, a su juicio, haya una amenaza de invasión o de cualquier atentado contra la independencia o la integridad territorial de la República, o cuando se vean amenazadas vidas o bienes de los ciudadanos. De acuerdo con esta ley, el Consejo de Ministros decidió ese mismo mes llamar al servicio las primeras tres clases.
Según reporte de Naciones Unidas, la Guardia Nacional tenía en 1964 una fuerza estimada de 15000 personas, con algunos de sus elementos bajo comando incierto del Gobierno. Su primer comandante fue el General Georgios Karayiannis, un teniente general retirado del ejército griego, con un esfuerzo por llevar a la fuerza a una disciplina estricta. Absorbió al contingente grecochipriota del Ejército de Chipre establecido en 1960. A mediados de agosto de 1964, el general Karayiannis renuncia y es relevado por el general Georgios Grivas.
La Guardia Nacional fue establecida como una fuerza compuesta enteramente por griegos étnicos, siguiendo la ruptura de las relaciones sociales y políticas entre grecochipriotas y turcochipriotas entre 1963-1964 en la isla de Chipre. Como fue destacado en el tripartito Tratado de la Alianza (1960) y definido en la temprana Constitución de 1960-1963, Chipre tenía derecho a un ejército de 2.000 hombres, constituido por un 60% personal griego y un 40% de personal turco. El primer presidente de la República de Chipre, el arzobispo Makarios III, propuso trece enmiendas constitucionales a la constitución de 1960, que habría ajustado la distribución de personal y derecho a voto entre las dos comunidades en todos los servicios civiles y militares. Este ajuste estaba dirigido a dar mayor representación e influencia a la mayoría grecochipriota, que en ese tiempo formaba en torno al 82% de la población indígena de la isla.
Es así que nace la Guardia Nacional con el objeto de mantener el balance militar con los turcochipriotas y sus elementos armados a lo largo de la isla y de estar presto para enfrentar cualquier intervención desde Turquía.
Es sus orígenes era una fuerza preponderantemente de infantería conteniendo también un batallón de tanques T34), medios blindados de reconocimiento y de infantería mecanizada junto con tres fracciones de comandos de 150 / 200 hombres cada una.
El sistema de reclutamiento para la tropa era conscripcional.

## Historia operacional
La Guardia Nacional ha estado involucrada en múltiples operaciones de combate, todas dentro del territorio de Chipre.
- En 1964, Chipre y Turquía entraron en directa confrontación durante la batalla de Tylliria, como resultado de conflictos civiles entre grecochipriotas y turcochipriotas. Las fuerzas grecochipriotas invadieron en enclave costero turcochipriota de Kokkina en un esfuerzo de eliminar una cabeza de playa, resultando en por lo menos dos semanas de lucha.

- En 1974, Turquía lanzó por sorpresa un ataque a gran escala sobre Chipre con el pretexto de intervenir contra un golpe militar de la Guardia Nacional de Chipre en Nicosia. La invasión resultó en dos ofensivas turcas concentradas (Atila-1 y Atila-2) y una contraofensiva grecochipriota dispersa (Afrodita-2). Dentro de un mes, las fuerzas turcas capturaron el 38% de la región septentrional de la isla, consiguiendo biseccionar Nicosia y tomando  Kyrenia, Morphou y Famagusta. Las fuerzas de la Guardia Nacional Chipriota, apoyadas por un pequeño número de tropas griega, solo pudieron prevenir la pérdida del Aeropuerto Internacional de Nicosia y el corredor de Kato Pyrgos durante la segunda ofensiva turca.

- En 1978, fuerzas egipcias atacaron en un raid el Aeropuerto Internacional de Lárnaca en un esfuerzo de apoderarse de un avión grecochipriota secuestrado. Un comando grecochipriota y fuerzas paramilitares resistieron a las fuerzas egipcias, resultando en una largo tiroteo con la muerte de 12 miembros del comando egipcio y 3 tripulantes de la Fuerza Aérea Egipcia.

## Conscripción
En la actualidad, solo grecochipriotas sirven en el ejército. Legalmente, la comunidad grecochipriota comprende la población griega así como chipriotas miembros de las tres minorías cristianas —los armenios, católicos de rito latino y maronitas—. Desde 2008, el servicio es obligatorio para todos los miembros de la comunidad grecochipriota y no solo para étnicos griegos. El presente comandante en jefe (comandante supremo) es un militar griego, como lo han sido todos sus predecesores.
El servicio militar en la República de Chipre es obligatorio para los varones. El mínimo servicio obligatorio es de 24 meses.

## Organización
El orden de batalla con que enfrentó a la invasión turca de 1974 se puede ver en Anexo:Orden de Batalla de las Fuerzas Intervinientes en la Operación Atila

### Componente terrestre
El principal cuerpo de las fuerzas de tierra chipriotas está constituido por 2 divisiones de infantería, 3 brigadas de infantería, 1 brigada blindada y 1 brigada de apoyo.
- 1.ª División de Infantería (Ιη Μεραρχία ΠΖ)
- 2.ª División de Infantería (ΙΙα Μεραρχία ΠΖ)
- 4.ª Brigada de Infantería (ΙVη Ταξιαρχία ΠΖ)
- 20.ª Brigada Blindada (ΧΧη ΤΘ Ταξιαρχία)
- 3.ª Brigada de Apoyo (ΙΙΙη Ταξιαρχία ΥΠ)
- 7.ª Brigada de Infantería (VIIη Ταξιαρχία ΠΖ)
- 8.ª Brigada de Infantería (VIIIη Ταξιαρχία ΠΖ)
- Comando de Artillería (Διοίκηση Πυροβολικού)
- Policía Militar (Στρατονομία)
- Comando de Fuerzas Especiales (Διοίκηση Kαταδρόμων)

### Componente Naval
El Componente Naval de la Guarcia Chipriota es alternativamente conocido como "Marina Chipriota" (en griego: Ναυτική Διοίκηση Κύπρου). La fuerza está organizada en un "Comando Naval" (cuatro embarcaciones rápidas patrulleras, tres naves con rampas logísticas y dos embarcaciones rápidas de asalto; un "Comando de Batería Costero" (con 24 MM40 Exocet Block-II misiles antibuque); un "Comando de Vigilancia Costera" (con sistemas de radar clasificados integrados); y un "Comando de la Base Naval" (Base Naval de Evangelos Florakis).
El Componente Naval también opera un subcomando de fuerzas especiales conocido como "OYK (Unidad de Demoliciones Subacuática"), cuyas operaciones son clasificadas.

### Componente Aéreo
El Componente Aéreo de la Guardia Nacional de Chipre es típicamente referido como Comando Aéreo de Chipre (en griego: Διοίκησης Αεροπορίας Κύπρου). El Comando Aéreo Chipriota consiste del 449 Escuadrón de Helicópteros Antitanque (con 4 SA-342L Gazelle y 2 Bell-206L-3), el 450 Escuadrón de Helicópteros de Ataque (con 11 Mi-35PN Hind-F helicópteros de ataque pesados, 1 PC-9 y 1 BN2B-21), el 460 Escuadrón de Helicópteros (con 3 AW-139), y un escuadrón secreto de UAV (designación y equipamiento no oficialmente reconocido). Adicionalmente, el Subcomando Aéreo de Defensa de la Fuerza Aérea, que opera armamento de defensa aérea, es mantenido secreto en términos de organización y equipamiento.

### Fuerzas especiales

#### Ejército
Las fuerzas armadas chipriotas operan tres Grupos Fuerzas Especiales del Ejército (más uno auxiliarmente) conocidos coloquialmente como "LOK" (en griego: ΛΟΚ - Λόχοι Ορεινών Καταδρομών, Lochoi Oreinōn Katadromōn). Todos los Grupos LOK son parte del Comando de Fuerzas Especiales del Ejército DKD (en griego: ΔΚΔ - Διοίκησης Καταδρομών - Diikisis Katadromon), y un soldado que pertenece a la brigada es llamado "asaltante" (en griego: Kαταδρομέας, Kαταδρομείς - Katadromeas, Katadromeis). El entrenamiento de las Fuerzas Especiales Chipriotas está basado estrechamente en sus equivalentes griegos.

#### Marina
La Marina tiene un Grupo de Fuerzas Especiales conocido como "OYK" (en griego: Ομάδα Υποβρυχίων Καταστροφών, Omada Ipovrixion Katastrofon) similar a los US Navy Seals que es traducible como Unidad de Demolición Subacuática en griego.

### Fuerza en la Reserva

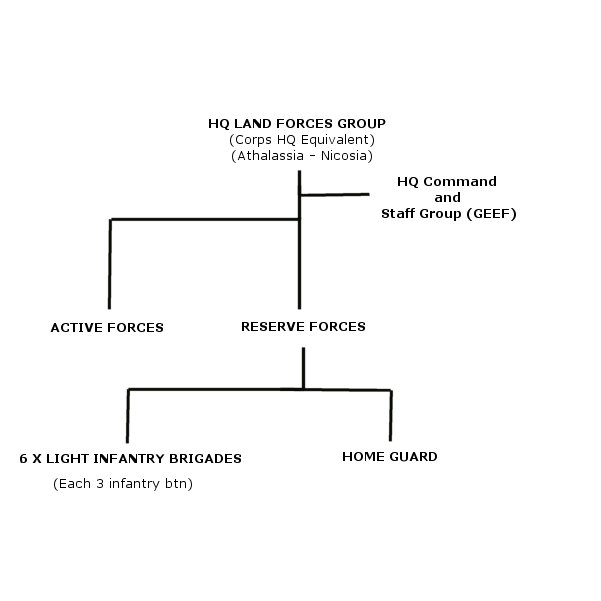
Organización de la reserva

La República de Chipre se cree que posee reservistas preparados (primera y segunda línea de reserva militarmente aptos y por edad) del orden de 75.000 hombres (algunas estimaciones de 50.000 excluyen la entrenada y organizada Guardia Local o tercera línea). Estos números no incluyen mujeres o voluntarios con experiencia militar.
Las unidades formadas existentes en la reserva incluyen seis brigadas de infantería ligera (mantenida por cuadros en tiempo de paz). Cada una de esas brigadas tiene tres batallones con infraestructuras de apoyo de comando, control, comunicaciones y suministros.

### Fuerzas Blindadas
La principal capacidad blindada de la Guardia Nacional Chipriota está estructurada bajo el comando de la 20.ª Brigada Blindada. Esta fuerza incluye una fuerza nominal de 3 batallones de tanques (82 T-80U MBT y 54 AMX-30B2) con una unidad auxiliar de tanques de repuesto (50 AMX-30 para ser remplazados por 41 T-80U). La XX brigada también incluye una fuerza nominal de 3 o 4 batallones de infantería mecanizada, un batallón de reconocimiento, una batería de artillería autopropulsada y una batería móvil de defensa aérea (TOR-M1).
Las fuerzas blindadas restantes están distribuidas en unidades de infantería mecanizada y sistemas antitanques autopropulsados desplegados a nivel de división y brigada

## Inventario de equipamiento militar
Componente terrestre
| Tanques principales                           |                |     |          |
| Con armamento de 125mm                        | T-80U          | 82  | Activo   |
| Con armamento de 105mm                        | AMX-30B2       | 52  | Activo   |
| Con armamento de 105mm                        | AMX-30         | 50  | Repuesto |
| Vehículos blindados                           |                |     |          |
| Con armamento de 100mm                        | BMP-3          | 43  | Activo   |
| Con armamento de 90mm                         | EE-09 Cascavel | 54  | Activo   |
| Con armamento de 20mm                         | VAB-VCI        | 27  | Activo   |
| Con armamento de 90mm                         | EE-9           | 53  | Repuesto |
| Vehículos blindados de transporte             |                |     |          |
| Con armamento de 12.7mm                       | Leonidas-1/2   | 197 | Activo   |
| Con armamento de 12.7mm                       | VAB            | 126 | Activo   |
| Lanzaderas de misiles                         |                |     |          |
| Con misiles MILAN                             | EE-3           | 15  | Activo   |
| Con misiles HOT                               | VAB-VCAC       | 18  | Activo   |
| Artillería autopropulsada                     |                |     |          |
| Cañón de 155mm                                | ZUZANA         | 12  | Activo   |
| Cañón de 155mm                                | MK F3          | 12  | Activo   |
| Cañón de 122mm, lanzadora múltiple de cohetes | BM-21          | 4   | Activo   |
| Artillería remolcada                          |                |     |          |
| Cañón de 155mm                                | TRF-1          | 12  | Activo   |
| Cañón de 105mm                                | Mod 56         | 72  | Activo   |
| Cañón de 100mm                                | M1944          | 20  | Activo   |
| Cañón de 128mm, lanzadora múltiple de cohetes | M-63 Plamen    | 18  | Activo   |

## Galería

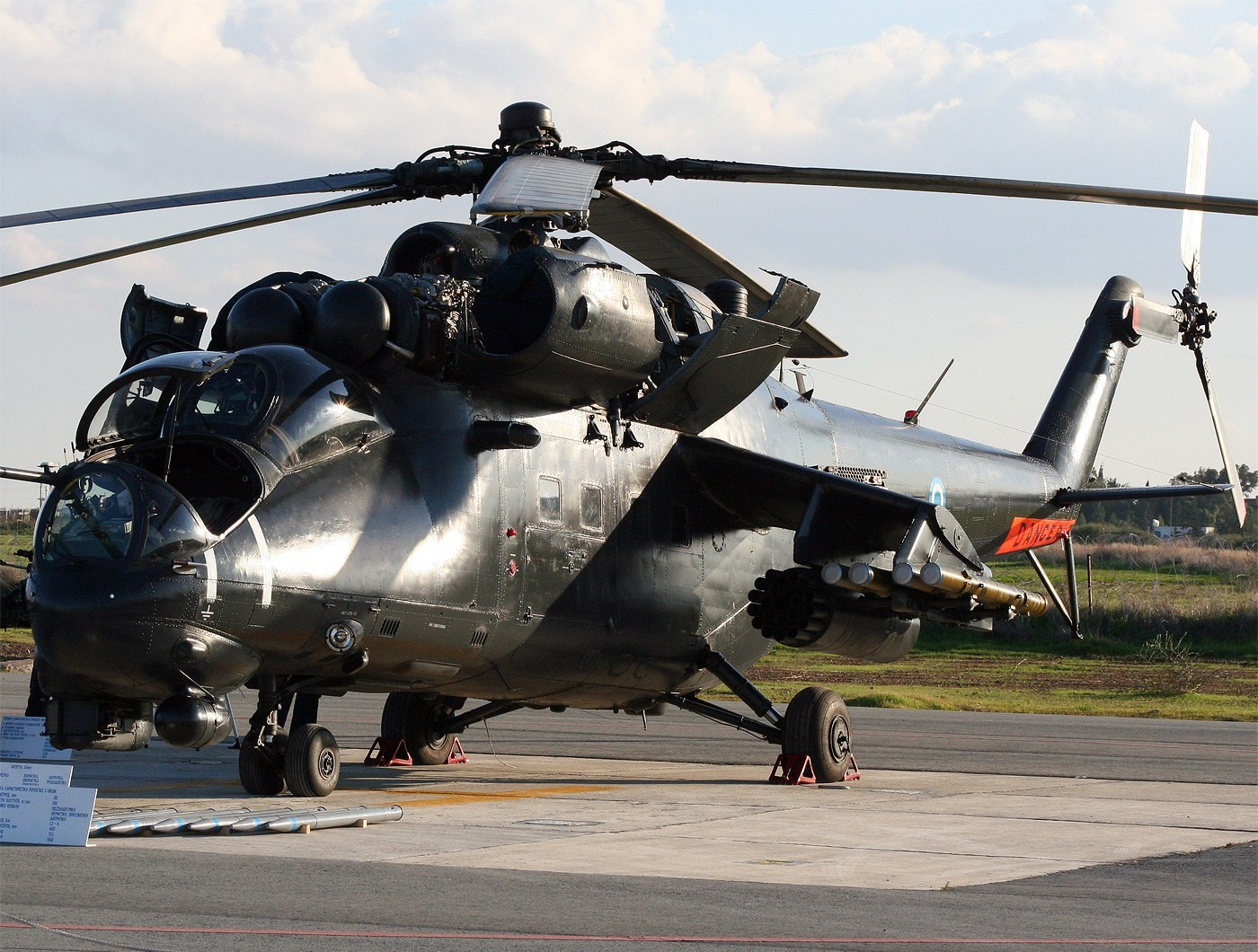
Mi-35 de la Fuerza Aérea de Chipre .
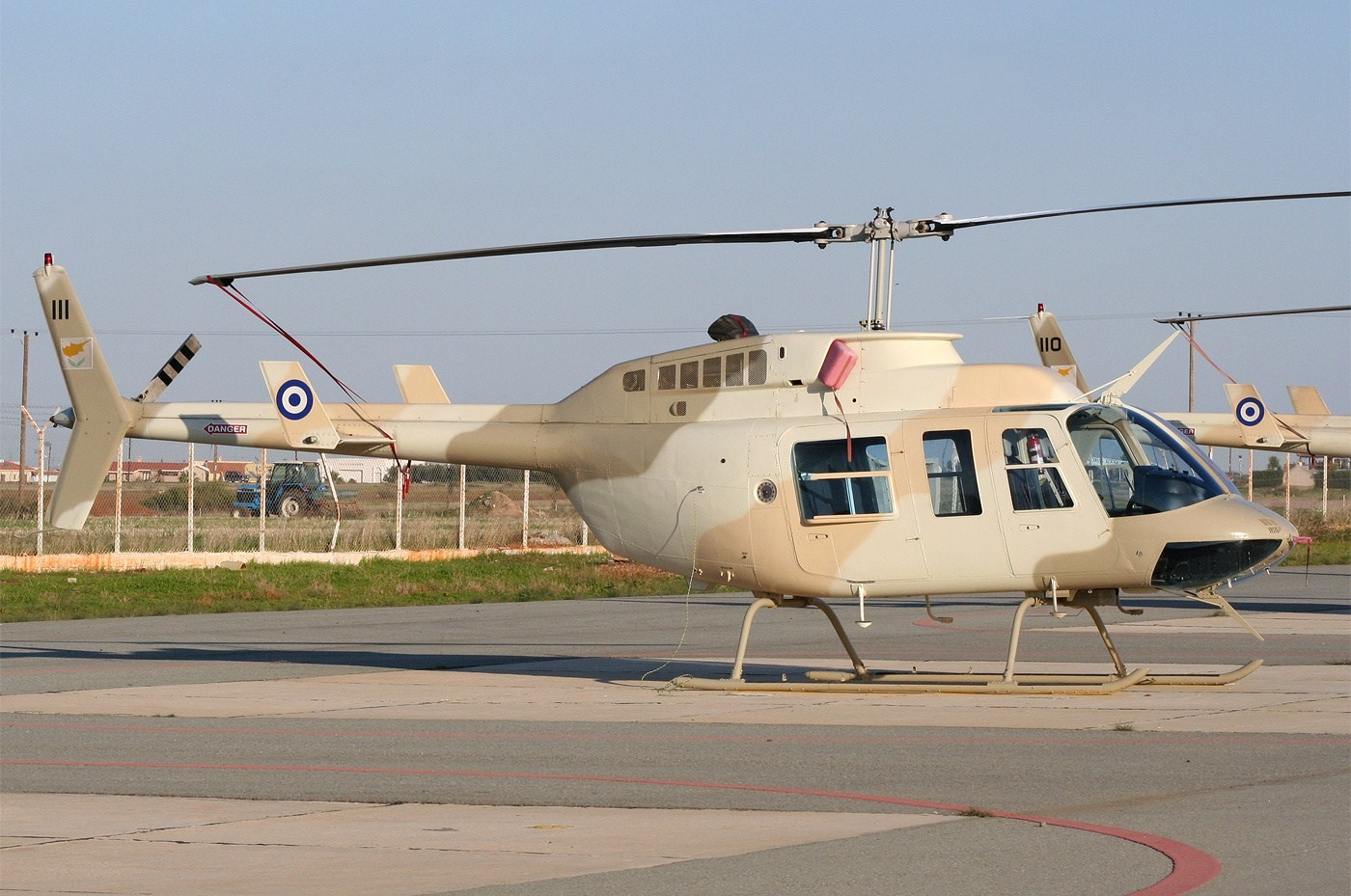
Bell-206L3 de la Fuerza Aérea de Chipre.
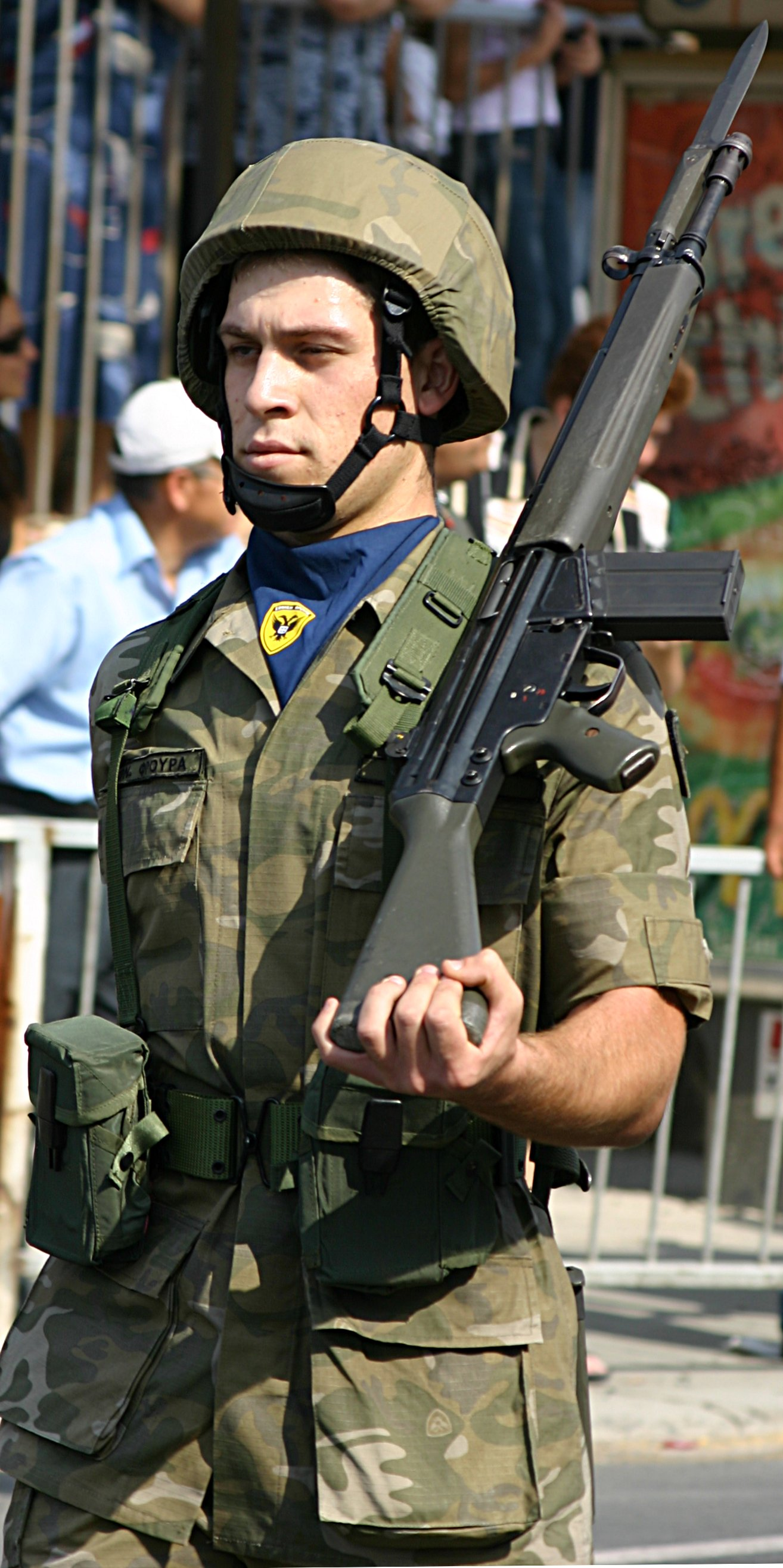
Soldado de la Guardia Nacional con Rifle G-3A3 / Camuflaje CNG.
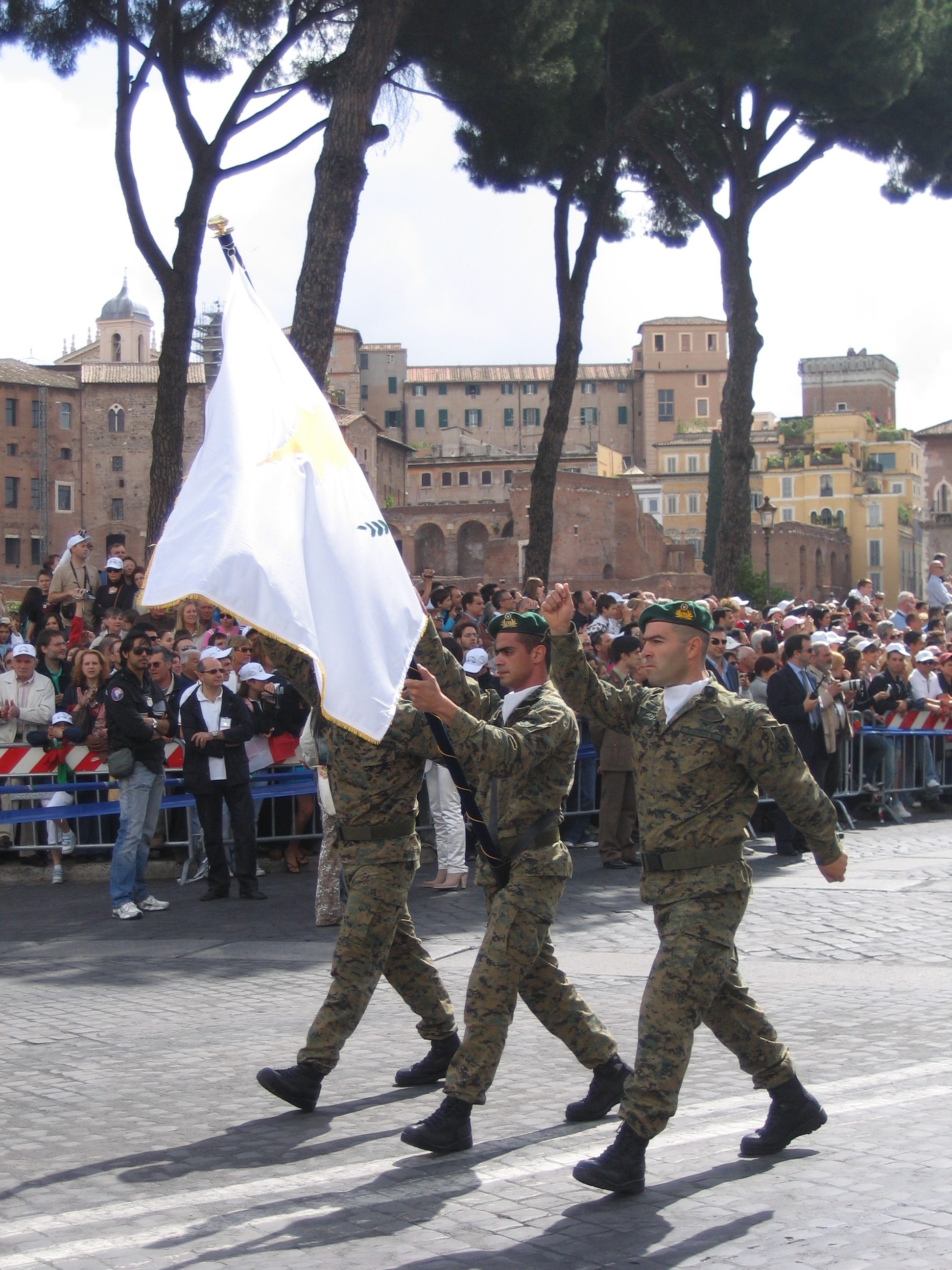
Soldados de la Guardia Nacional Chipriota en la marcha del Día de la Bastilla en 2007, Francia.
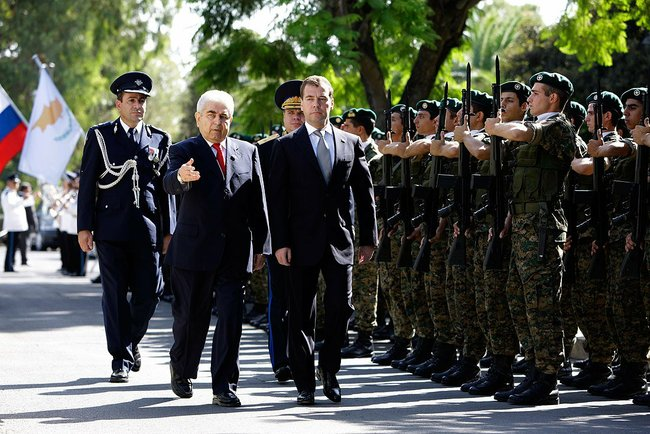
En una ceremonia de recepción de Dmitri Medvédev.